# Campylopus skottsbergii
Campylopus skottsbergii är en bladmossart som beskrevs av Brotherus 1927. Campylopus skottsbergii ingår i släktet nervmossor, och familjen Dicranaceae. Inga underarter finns listade i Catalogue of Life.